# 威利狼大戰阿卡米公司
《威利狼大戰阿卡米公司》（英語：Coyote vs. Acme）是一部2026年上映的美國真人動畫律政喜劇電影，該片由戴夫·格林執導，山米·柏奇編劇，劇本故事由柏奇、詹姆斯·岡恩（兼任製片）及傑瑞米·史列特共同創作。 本片改編自伊恩·弗拉澤於1990年刊登於《紐約客》的同名雜誌文章，該文靈感來自於出自《樂一通》的卡通角色威利狼與嗶嗶鳥及《梅里小旋律》系列登場的Acme公司。主演陣容包括約翰·希南、威爾·佛提、拉娜·康多、P·J·拜恩、唐·貝爾、瑪莎·凱莉，以及艾瑞克·鮑扎的配音演出。
本片的開發工作始於2018年8月，由克里斯·麥凱擔任製片，喬恩與喬許·席爾伯曼（Jon and Josh Silberman）負責劇本撰寫。格林於2019年12月確定出任導演，柏奇、史雷特與岡恩則於隔年加入製作團隊。希南、佛提及康多於2022年初確定參演。真人部分的拍攝於2022年3月至5月間在新墨西哥州進行。
華納兄弟探索公司曾於2023年11月因稅務減損沖銷計畫而暫停該電影的發行，但因公眾強烈反彈，最終決定撤回此決策，並允許製片方尋找其他發行商。經過多次與各發行商的談判未果後，番茄醬娛樂於2025年3月取得發行權，此前該公司亦曾代理華納兄弟影業動畫的《樂一通大戰外星人：粉紅末日》。本片預定於2026年8月28日上映。

## 劇情
在追捕嗶嗶鳥的過程中，威利狼所使用的Acme公司產品總是事與願違，屢屢失敗。身敗名裂的知名律師凱文·艾弗里（Kevin Avery）決定代表威利狼向Acme公司提起訴訟。隨著凱文與威利狼之間的友誼日漸加深，他們立下決心要在法庭上贏得勝利。而站在對立面的是凱文過去律師事務所中那位令人畏懼的上司巴迪·克雷恩（Buddy Crane），如今擔任Acme公司的辯護律師。

## 演員
- 威爾·佛提 飾 凱文·艾弗里（Kevin Avery），威利狼的律師[9]
- 約翰·希南 飾 巴迪·克雷恩（Buddy Crane），Acme公司的律師[9]
- 拉娜·康多 飾 佩姬·艾弗里（Paige Avery），凱文的姪女[10]
- P·J·拜恩 飾 比爾·佩利卡諾（Bill Pellicano），Acme公司的律師[8]
- 唐·貝爾（英语：Tone Bell）[11]
- 瑪莎·凱莉（英语：Martha Kelly）[11]
- 路易·古茲曼 飾 法官[12]

長期為《樂一通》系列擔任配音的艾瑞克·鮑扎在片中為多位《樂一通》及《梅里小旋律》角色配音，但不包括威利狼，該角色在片中保持無聲狀態。 導演戴夫·格林確認，除威利狼外，多數《樂一通》角色將以重要配角或短暫客串的方式出現在本片中。

## 製作

### 開發與編劇
2018年8月，华纳兄弟宣布開發一部以威利狼與嗶嗶鳥為主題的電影，由曾執導《樂高蝙蝠俠電影》（2017年）的克里斯·麥凱擔任製片人，並由強·席爾伯曼（Jon Silberman）和喬許·席爾伯曼（Josh Silberman）兄弟編劇。
2019年12月中旬，華納兄弟影業動畫聘請戴夫·格林執導這部真人/動畫混合電影，而席爾伯曼兄弟則被撤換出編劇職位，但仍保留製片人身份。
2020年12月，麥凱退出製作，而席爾伯曼兄弟也辭去製片人職務，並重新回到編劇崗位，與山米·柏奇、傑瑞米·史列特及詹姆斯·岡恩共同撰寫劇本。隨著麥凱離開，外界報導指出本片的靈感取材自伊恩·弗拉澤於1990年刊登於《紐約客》的同名虛構文章
2023年3月，本片的最終編劇名單確定：伯奇獲得唯一的劇本署名，並與斯雷特及岡恩共享故事構思的編劇名分；亞歷克斯·卡斯伯森（Alex Cuthbertson）、雅各布·弗萊舍（Jacob Fleisher）、馬特·弗斯菲德（Matt Fusfeld）、丹·戈爾、本大衛·格拉賓斯基、克雷格·賴特以及席爾伯曼兄弟則獲得額外的文學貢獻署名。 岡恩亦與《湯姆與傑利》（2021年）製片人克里斯多福·德法利亞共同獲得本片最終製片人名單署名，並以他個人製作公司「Two Monkeys, A Goat and Another, Dead, Monkey」名義掛名。
2022年11月，萊亨雞、老奶奶、傻大貓和翠迪鸟確認將出現在電影中。
2022年12月，兔巴哥、達菲鴨、艾默小獵人及火爆山姆也被確認參演。  
2023年1月，波基豬也被確認出現在電影中。
剪輯師卡斯頓·庫爾帕內克（Carsten Kurpanek）形容本片劇情為「大衛王與歌利亞的對決」，探討威利狼在面對Acme公司「資本主義與企業貪婪的冷漠殘酷」下仍不懈追求正義的精神。

### 選角
2022年2月，約翰·希南確定出演本片的主要反派角色，該角色被描述為Acme公司的辯護律師以及威利狼律師的前上司；希南此前曾與岡恩在DC擴展宇宙作品《自殺突擊隊：集結》（2021年）及《和平使者》（2022年）中合作。
隨後3月，威爾·佛提及拉娜·康多加入演出陣容，其中佛提飾演威利狼的律師一角。

### 拍攝與美術設計
該片主体拍摄於2022年3月至5月間在新墨西哥州阿布奎基進行，由布蘭登·特羅斯特擔任攝影指導。
製作團隊承認本片的真人與動畫角色互動場景參考了《谁陷害了兔子罗杰》（1988年）。 新墨西哥電影辦公室主任安珀·道森（Amber Dodson）在新聞稿中表示，該製作將「展示我們這座美麗城市作為《樂一通》動畫中已具標誌性的拍攝場景與地點」。

### 視覺特效與動畫
雙重否定負責製作本片中威利狼及其他主要《樂一通》角色的視覺特效與電腦動畫。 根據導演格林的說法，3D動畫師與2D藝術團隊密切合作，由2D團隊繪製角色姿態與表情，藉此「找到表演的基礎」。 剪輯師卡斯滕·庫爾帕內克（Carsten Kurpanek）進一步說明，藝術家會先在粗剪版上繪製「黑白線條圖」以標示角色主要動作姿態，之後再作為視覺特效及動畫的參考；該流程被劇組稱為「sketchviz」，類似華納兄弟影業動畫先前電影《湯姆貓與傑利鼠》的做法。
此外，Duncan Studio也為片中多個重要《樂一通》角色繪製「部分鏡頭」的傳統動畫，並負責「完全以2D形式呈現的部分角色」。

### 音樂
在本片最初宣布取消後，作曲家史蒂芬·普萊斯透露他已為電影譜寫配樂，並公開了一首以公路跑者（Road Runner）聲音效果為靈感的合唱曲，名為「Meep Meep Choir」。

## 發行
《威利狼大戰阿卡米公司》目前預計於2026年8月28日在美國上映。
本片原定由華納兄弟影業於2023年7月21日在美國上映。 2022年4月26日，華納將電影從上映檔期中移除，並由《Barbie芭比》取代。 2025年3月31日，隨著本片被番茄醬娛樂收購，宣布將於2026年上映。 2025年7月，該片在聖地牙哥動漫展上宣布確定上映日期為2026年8月28日。

## 取消事件
2023年11月9日，華納兄弟官方宣布本片已經完成，但不會發行，原因是華納兄弟探索決定申報約3,000萬美元的稅務減免損失。 此舉使該片成為華納兄弟探索繼《蝙蝠女俠》與《史酷比！假期鬧鬼》之後，第三部被取消的電影。劇組直到電影完成後才接獲此通知。
此舉引發電影製片人、動畫媒體及經紀人代表的批評，多位導演打電話向華納兄弟表達不滿。 另有部分業界人士取消與華納的會議。  許多人指出，本片在試映中獲得好評，且已有潛在買家表達興趣。
導演戴夫·格林也公開表達對取消決定的失望，強調自己對《樂一通》的熱愛，並寫道：「我們所有人都決心致敬這些經典角色的傳承，並真正地把它們做好」。
2023年11月13日，根據《Puck》報導稱，華納兄弟探索高層已撤回先前決定，允許製片方將電影推向其他發行商洽談。 《Deadline Hollywood》報導指出，亞馬遜米高梅工作室、Apple Studios及Netflix對購買該片的發行權表達了興趣。 《TheWrap》則指出，儘管多家發行商有興趣購買電影，但「目前尚無具體出價，格林正籌劃屬於自己的『公關活動』」。  
同年12月8日，《Deadline Hollywood》進一步報導稱，本片已向更多影業公司試片，包括派拉蒙影業及索尼影業。其中Netflix與派拉蒙已提出報價，派拉蒙的報價包含戲院上映的成分；亞馬遜雖未正式出價但仍有興趣；索尼及Apple則沒有計畫提出報價。
2024年2月9日，《TheWrap》報導華納兄弟探索已拒絕Netflix、亞馬遜及派拉蒙的出價。 公司要求7,500萬至8,000萬美元出售該片，但未有發行商達到其開價，華納兄弟探索也拒絕了對方的反向報價。公司當時考慮將本片徹底封存並刪除（電影當時仍處於未定狀態），再度申報為稅務減免損失。
2024年2月23日，在公司2023年第四季度財報會議之後，華納兄弟探索雖未直接確認本片被取消，但對未公開專案計提了1.15億美元的減值費用。
2024年3月10日，在第96屆奧斯卡金像獎紅毯活動期間，柏奇表示華納兄弟內部的討論仍在進行中，並稱「我們希望它能以某種方式找到屬於自己的家，而不是永遠被鎖在保險庫裡」。
2024年4月，《紐約時報》引述華納兄弟發言人表示，雖然該片的命運尚不明朗，但「仍然可供收購」。

#### 輿論反應
與最初的取消決定相同，《TheWrap》關於該片可能最終被取消的報導，引發了線上輿論的強烈反響。標籤 #ReleaseCoyoteVsAcme、#SaveCoyoteVsAcme 以及其他相關標籤，自2024年2月9日（該報導發佈日）起迅速成為熱門趨勢，並在隨後數週持續發酵。
鮑扎在同年第51屆安妮獎頒獎典禮上致詞時，透過即興模仿兔寶寶與達菲鴨的對話提及此事，並以達菲鴨的聲音說：「我不想談政治，但請釋出《威利狼大戰阿卡米公司》！」
包括菲爾·洛德與克里斯多福·米勒、麥可·查維斯以及丹尼爾·舒奈特等業界人士，都曾觀看過《威利狼大戰阿卡米公司》。洛德稱該片「精彩」且「感人」，並批評華納兄弟的決定是「反競爭」行為；米勒則表示他「希望有多家片商競標，讓全世界都能看到大家辛苦完成的好作品」。
編劇兼導演本·大衛·格拉賓斯基稱這部電影是「自《谁陷害了兔子罗杰》以來同類型中最出色的作品」，而曾為該片提供意見的電影人布萊恩·杜菲爾德則將其與華納兄弟的《芭比》電影相提並論，認為兩者都「以非常有趣且兼具商業娛樂性的方式，重新詮釋了經典角色」。
2024年5月31日，《Screen Rant》採訪了被取消的《蝙蝠女俠》導演阿迪爾·艾爾·阿比和畢拉爾·法拉，兩人透露自己與格林是朋友，並表示：「我認為電影必須讓觀眾看到，由觀眾來評斷它們。」
2024年2月，主演威爾·福爾特觀看完電影的最終剪輯版後，公開向全體演員與劇組發表聲明：「我知道你們很多人沒有機會看到我們的電影，而遺憾的是，看來你們永遠也看不到了。當我第一次聽說我們的電影會被『刪除』時，我還沒看過，所以當時心裡跟大家想的一樣：這片子一定是一坨爛片。但後來我看了，它太不可思議了[…] 請相信，你們多年來投入的辛勞、奉獻和愛，都在電影的每一幀畫面裡清楚呈現。That's all folks（就這樣吧）。」
2025年1月，拉娜·康多透露，當初電影宣布取消時，曾舉行過一場「告別放映會」。 2025年2月，當被問及電影是否仍有機會上映時，鮑扎回應：「這是今年最大的一個疑問，現在才2月！但我覺得還是有可能的。如果《樂一通大戰外星人：粉紅末日》3月14日在美國上映，票房大賣，那麼我們也許有機會看到《威利狼大戰阿卡米公司》。奇怪的事總會發生！如果不行，我會把那部電影的DVD放到每個人的座位下。不過我只是開玩笑。大衛·扎斯拉夫，你沒看到這句話可別怪我！」

### 出售給番茄醬娛樂
2025年3月19日，《Deadline》報導，繼收購《樂一通大戰外星人：粉紅末日》北美發行權後，番茄醬娛樂正與華納兄弟洽談以約五千萬美元收購《威利狼大戰阿卡米公司》全權利。若談判成功，該片預計將於2026年院線上映。 3月31日，《Deadline》與Ketchup Entertainment共同確認交易已完成，番茄醬娛樂執行長表示：「我們很高興與華納兄弟影業達成協議，將這部電影帶給全球觀眾。這部作品完美融合了懷舊與現代敘事，捕捉了深受喜愛的樂一通角色的精髓，同時向新一代介紹它們。我們相信這將吸引老粉絲和新觀眾的共鳴。」
2025年5月8日，《Deadline》報導該片將透過番茄醬娛樂在坎城影展市場展進行國際銷售，並向買家展示片段，有可能安排市場放映會。

## 外部連結
- 互联网电影数据库（IMDb）上《威利狼大戰阿卡米公司》的资料（英文）

Template:樂一通與梅里小旋律
Template:詹姆斯·岡恩